# Рахматов, Фируз
Фируз Рахматов (тадж. Фируз Раҳматов, 20 марта 1994, Таджикистан) — таджикский футболист, выступающий за «Регар-ТадАЗ». Кандидат в мастера спорта Таджикистана.

## Карьера
В футбол начал играть ещё в детстве во дворах. Увидев способности сына к футболу, мать отдала его в футбольную школу РШВСМ. Первым тренером Рахматов стал Косим Курбонов. Затем Фируз перешёл в «Регар-ТадАЗ». В 2011 году дебютировал в основном составе. 15 сентября 2012 года в полуфинале кубка РТ против «Гвардии» сделал хет-трик. В 2013 году вместе со своей командой принял участие в кубке АФК, в котором сыграл 4 матча и дважды забил гол, а в чемпионате страны стал лучшим бомбардиром своего клуба (вместе с Хуршедом Махмудовым) с 6 забитыми голами. В 2014 году снова стал лучшим бомбардиром клуба и занял второе место в споре снайперов чемпионата, забив 9 голов.